# Староперсийски език
Староперсийският език е един от двата писмено засвидетелствани древни ирански езици. Староперсийският език е езикът, познат от монументалните клинописни надписи от времето на династията на Ахеменидите (около 600 – 300 пр. Хр.) в областта Парс в югозападен Иран. Те са изсечени по поръчка на ахеменидските владетели и прославят тяхното управление. Езикът на клинописните надписи се характеризира с повтарящи се стандартни формули по вавилонски образец и не е особено богат. В надписи, печати както и в други документи от деловодството на ахеменидската канцелария, водено на еламски език, са запазени голям брой староперсийски лични имена и военно-административни понятия. Староперсийски лични имена и отделни думи са открити в чуждоезикови паметници на територията на днешен Иран, Ирак, Турция и Египет.

## Класификация
Староперсийският език е индоевропейски език, по-точно югозападен ирански език. Авестийският език, който е другият засвидетелстван староирански език, не е разновидност на староперсийския и се различава от него в граматично и фонетично отношение. Сравнение между езика на сборника „Авеста“, чиято най-древна част е създадена в Средна Азия (Бактрия) и съседните ѝ области, и езика на староперсийските клинописни надписи (6 – 4 век пр. Хр.), отразяващ един от древните югозападни ирански говори, показва, че има малки, но важни разлики между източноиранските и западноиранските говори към средата на първото хилядолетие преди Христа. Разликите между староперсийски и други ирански езици не могат да бъдат определени с точност поради недостиг на езиков материал. Според един от клинописните надписи на Дарий I съществува разлика между езика на Персия и Мидия и езиците на останалите страни (D.Pg.1 – 2, вавилонски текст). Антични автори като Страбон съобщават, че персийците, мидийците, ариите и согдийците говорят на подобни езици.

## Произход на староперсийския език
Що се отнася до диалектната локализация на староперсийския език, не е известно дали този език е бил роден на по-голяма част от местното население, или само на управляващата върхушка, но във всички случаи той е бил разбираем за управляващата върхушка (официалният език в деловодството на Ахеменидите остава обаче еламският).
За разлика от езика на Авестата, староперсийският език не е нито богослужебен, нито официален. Клинописните надписи на староперсийски стоят изолирано на фона на многобройните паметници на акадски или еламски език в Древен Иран. След залеза на ахеменидската държава писмената староперсийска традиция изчезва, а към началото на новата ера клинописното писмо бива изоставено и заменено от различни азбуки (арамейска, пехлевийска). Надписите са запазени в отлично състояние, но в продължение на повече от 2000 г. никой не може да ги прочете.

## Староперсийски клинописни надписи
Староперсийските клинописни надписи от ахеменидската епоха са най-старите ираноезични писмени паметници, открити до момента. Въпреки че обемът на текстовия материал, събран от ахеменидските клинописни надписи, е незначителен в сравнение с обема на другия староирански езиков паметник, сборникът „Авеста“, тези паметници са запазени в оригинал и имат точна историческа датировка. Надписите се датират според известните антични сведения за годините на управление на персийските царе. Най-много надписи са запазени от времето на цар Дарий I (522 – 486 г. пр. Хр.) и Ксеркс (486 – 465 г. пр. Хр.).
Най-дългите надписи са:
- на цар Дарий I
  - Бехистунски (триезичен) надпис: на староперсийски, акадски и еламски език (96 реда)
  - надписите от Накш-и-Рустам (по 60 реда)
  - надпис от Суза (58 реда)
- на цар Ксеркс
  - Персеполски надписи (60 и 48 реда)

Клинописните надписи са били широко известни на арабо-персийските средновековни учени, чиито опити за разчитане през арабската азбука обаче не дават резултат. Датският учен Нибур успява да покаже през 1778 г., че Бехистунският надпис съдържа три различни писмености, а малко по-късно се установява, че текстът е на три различни езика. Поради липсата на ключ (като при Розетския камък) разчитането на текстовете остава трудна задача до труда на Гротефенд, който успява да разпознае клинописния знак „цар“ в надписа и още десетина знаци, предаващи имената Дарий и Ксеркс, базирайки анализа си на сравнения със структурата на сасанидски надписи.

## Развитие на езика
Староперсийският език се развива в средноперсийски език.

## Субстрат
Староперсийският език „вероятно“ има мидийски езиков субстрат. Мидийските елементи се откриват сравнително лесно, понеже не се подчиняват на вътрешното развитие на староперсийския език. Мидийско влияние се наблюдава при някои лични имена и географски названия, а понякога се наблюдават и две успоредни форми, например думата „кон“ е засвидетелствана като asa (стперс.) и aspa (мидийски).

## Староперсийско клинописно писмо
Староперсийският език използва сричковото клинописно персийско писмо. Пише се от ляво надясно. Клинописното писмо се състои от 36 знака за гласни и съгласни звукове, 8 логограми и 3 знака за цифри.

## Фонетика
Следните звукове са засвидетелствани в староперсийския клинопис (реконструкцията е условна):
Гласни
- дълги: /aː/ /iː/ /uː/
- кратки: /a/ /i/ /u/

Съгласни
|           | двубърнени | двубърнени | зъбни/ венечни | зъбни/ венечни | небни | небни | заднонебни | заднонебни | гласилкови | гласилкови |
| --------- | ---------- | ---------- | -------------- | -------------- | ----- | ----- | ---------- | ---------- | ---------- | ---------- |
| преградни | p /p/      | b /b/      | t /t/          | d /d/          | c /c/ | j /ɟ/ | k /k/      | g /g/      |            |            |
| носови    |            | m /m/      |                | n /n/          |       |       |            |            |            |            |
| проходни  | f /f/      |            | θ /θ/          |                | ç /ç/ |       | x /x/      |            | h /h/      |            |
| шипящи    |            |            | s /s/          | z /z/          | š /ʃ/ |       |            |            |            |            |
| сонорни   |            | v /ʋ/      | l /l/          | r /r/          |       | y /j/ |            |            |            |            |

## Граматика

### Морфология
Трудно е да се разбере доколко морфологичната система на Авестата и тази на староперсийския език са тъждествени, понеже авестийският материал не дава достатъчно възможност за цялостна реконструкция на тази система. Ценното на староперсийските надписи е автентичността им (най-ранните запазени ръкописи на текстовете на Авестата датират от 13 век), те отразяват състоянието на староперсийския език към момента на създаването си, и това позволява да се изяснят някои явления в граматиката на Авестата.

### Имена
Староперсийският език притежава сложно именно склонение в зависимост от именната основа. В именното склонение са запазени разликите между индоевропейските тематични и атематични основи при имената, двойствено число при имената dstibya /dastaibya/ „с двете ръце“, синтетични форми за сравнителната и превъзходната степен на прилагателните имена tvya /tavyah-/ „по-силен“ (= староинд. sthavīyas-), maθišta- най-велик (= стгрц. megistos). Следва да се отбележи, че смесване на склонитбените типове при основите на съгласна се наблюдава в надписите на цар Дарий. Функциите на дателния падеж се поема от родителния (както е примерно в новогръцки): auramazda mana xšaça frabara „Ахурамазда ми донесе царството“ (DB).
Староперсийски именни основи:
- a-основи (-a, -am, -ā)
- i-основи (-iš, iy)
- u- (и au-) основи (-uš, -uv)
- основи на съгласна (n, r, h)

|                | -a           | -a      | -a       | -am          | -am     | -am     | -ā     | -ā     | -ā     |
| ед. ч.         | дв. ч.       | мн. ч.  | ед. ч.   | дв. ч.       | мн. ч.  | ед. ч.  | дв. ч. | мн. ч. |        |
| -------------- | ------------ | ------- | -------- | ------------ | ------- | ------- | ------ | ------ | ------ |
| именителен     | -a           | -ā      | -ā, -āha | -am          | -ā      | -ā      | -ā     | -ā     | -ā     |
| звателен       | -ā           | -ā      | -ā       | -am          | -ā      | -ā      | -ā     | -ā     | -ā     |
| винителен      | -am          | -ā      | -ā       | -am          | -ā      | -ā      | -ām    | -ā     | -ā     |
| творителен     | -ā           | -aibiyā | -aibiš   | -ā           | -aibiyā | -aibiš  | -āyā   | -ābiyā | -ābiš  |
| дателен        | -ahyā, -ahya | -aibiyā | -aibiš   | -ahyā, -ahya | -aibiyā | -aibiš  | -āyā   | -ābiyā | -ābiš  |
| обстоятелствен | -ā           | -aibiyā | -aibiš   | -ā           | -aibiyā | -aibiš  | -āyā   | -ābiyā | -ābiš  |
| родителен      | -ahyā, -ahya | -āyā    | -ānām    | -ahyā, -ahya | -āyā    | -ānām   | -āyā   | -āyā   | -ānām  |
| местен         | -aiy         | -āyā    | -aišuvā  | -aiy         | -āyā    | -aišuvā | -āyā   | -āyā   | -āšuvā |

|                | -iš    | -iš    | -iš    | -iy    | -iy    | -iy    | -uš    | -uš    | -uš    | -uv    | -uv    | -uv    |
| ед. ч.         | дв. ч. | мн. ч. | ед. ч. | дв. ч. | мн. ч. | ед. ч. | дв. ч. | мн. ч. | ед. ч. | дв. ч. | мн. ч. |        |
| -------------- | ------ | ------ | ------ | ------ | ------ | ------ | ------ | ------ | ------ | ------ | ------ | ------ |
| именителен     | -iš    | -īy    | -iya   | -iy    | -in    | -īn    | -uš    | -ūv    | -uva   | -uv    | -un    | -ūn    |
| звателен       | -i     | -īy    | -iya   | -iy    | -in    | -īn    | -u     | -ūv    | -uva   | -uv    | -un    | -ūn    |
| винителен      | -im    | -īy    | -iš    | -iy    | -in    | -īn    | -um    | -ūv    | -ūn    | -uv    | -un    | -ūn    |
| творителен     | -auš   | -ībiyā | -ībiš  | -auš   | -ībiyā | -ībiš  | -auv   | -ūbiyā | -ūbiš  | -auv   | -ūbiyā | -ūbiš  |
| дателен        | -aiš   | -ībiyā | -ībiš  | -aiš   | -ībiyā | -ībiš  | -auš   | -ūbiyā | -ūbiš  | -auš   | -ūbiyā | -ūbiš  |
| обстоятелствен | -auš   | -ībiyā | -ībiš  | -auš   | -ībiyā | -ībiš  | -auv   | -ūbiyā | -ūbiš  | -auv   | -ūbiyā | -ūbiš  |
| родителен      | -aiš   | -īyā   | -īnām  | -aiš   | -īyā   | -īnām  | -auš   | -ūvā   | -ūnām  | -auš   | -ūvā   | -ūnām  |
| местен         | -auv   | -īyā   | -išuvā | -auv   | -īyā   | -išuvā | -āvā   | -ūvā   | -ušuvā | -āvā   | -ūvā   | -ušuvā |

Прилагателните се скланят по подобен начин.

### Глаголи
При глагола е запазен аугментът a- при формите на имперфекта като в старогръцки ε- и ведически санскрит a- (в Авестата аугментът липсва, в това отношение староперсийският е по-архаичен). Интересно е да се отбележи, че аугментът е засвидетелстван само при два ирански езика: староперсийски и ягнобски. Сигурни примери на форми на аорист в клинописните надписи няма.
Залог
В староперсийски има три залога: деятелен, среден, страдателен.
Лице и число
Употребяват се предимно формите за единствено и множествено число. Единствената засвидетелствана форма за двойствено число е ajīvatam 'двамата живяха'.
|        |        | атематичен | тематичен |
| 'съм'  | 'нося' |            |           |
| ------ | ------ | ---------- | --------- |
| ед. ч. | 1. л.  | ahmiy      | barāmiy   |
| ед. ч. | 3. л.  | astiy      | baratiy   |
| мн. ч. | 1. л.  | ahmahiy    | barāmahiy |
| мн. ч. | 3. л.  | hatiy      | baratiy   |

|         |             | атематичен | тематичен |
| 'правя' | 'съм, бъда' |            |           |
| ------- | ----------- | ---------- | --------- |
| ед. ч.  | 1.pers.     | akunavam   | abavam    |
| ед. ч.  | 3.pers.     | akunauš    | abava     |
| мн. ч.  | 1.pers.     | akumā      | abavāmā   |
| мн. ч.  | 3.pers.     | akunava    | abava     |

| деятелно | средно |
| -------- | ------ |
| -nt-     | -amna- |

| -ta- |

| -tanaiy |

Словоредът е свободен.

## Речников състав
Думите са предимно с индоевропейски произход.
| Индоирански праезик | Староперсийски | Средноперсийски | Персийски | Превод  |
| ------------------- | -------------- | --------------- | --------- | ------- |
| * açva              | aspa           | asb             | asb       | кон     |
| * kāma              | kāma           | kām             | kām       | желание |
| * daiva             | daiva          | div             | div       | дявол   |
|                     | drayah         | drayā           | daryā     | море    |
|                     | dasta          | dast            | dast      | ръка    |
| * bhāgī             | bāji           | bāj             | bāj       | дан     |
| * bhrātr-           | brātar         | brādar          | barādar   | брат    |
| * bhūmī             | būmi           | būm             | būm       | страна  |
| * martya            | martya         | mard            | mard      | мъж     |
| * māsa              | māha           | māh             | māh       | месец   |
| * vāsara            | vāhara         | Bahār           | bahār     | пролет  |
|                     | stūnā          | stūn            | sotūn     | стълб   |
|                     | šiyāta         | šhād            | šhād      | щестие  |
| * arta              | arta           | ard             | ord       | истина  |
| * draugh-           | drauga         | drōgh           | dorōgh    | лъжа    |

Огромно количество староперсийска лексика (собствени имена, местни имена, военно-административни термини) е запазена в текстове на акадски, еламски, арамейски, старогръцки и в староиндийските езици. Заемките в староиндийските езици (пракрити) са свързани с експанзията на ахеменидската държава на изток до басейна на река Инд и се проследяват в най-ранните писмени паметници на пракрит (надписът на Ашока, III век пр. Хр.). Има доста специализирана литература, която се занимава с непряко предадената староперсийска лексика: Benveniste 1966, Gershevitch 1969, Mayrhofer 1973, Eilers 1940, Дандамаев 1966, Боголюбов 1966 и др.

## Друга литература
- Skjærvø, Prods Oktor. An Introduction to Old Persian. 2nd.   Cambridge, Harvard, 2005.
- Peterson, Joseph H. Old Persian Texts.   Herndon, VA, avesta.org, 2006.
- Windfuhr, Gernot L. Cases in Iranian languages and dialects //  Encyclopedia Iranica. Т. 5.   Cosa Mesa, Mazda, 1995. с. 25-37.
- Stolper, Matthew W. & Jan Tavernier. From the Persepolis Fortification Archive Project, 1: An Old Persian Administrative Tablet from the Persepolis Fortification //  Arta. Т. 2007:1.   Paris, Achemenet.com, 1995.